# 高钴酸盐
高钴酸盐可表示为M
3CoO
4，是钴元素目前发现的最高价化合物。在400 °C和100个大气压下加热四氧化三钴与氧化钠的混合物可以制得不纯的高钴酸钠（Na
3CoO
4）：
{\displaystyle {\rm {\ 4Co_{3}O_{4}+18Na_{2}O+7O_{2}\rightarrow 12Na_{3}CoO_{4}}}}
也可以用类似方法制备高钴酸钾（K
3CoO
4），磁性研究表明其中含有Co(V)。